# Junczyk (nazwisko)
Junczyk (forma żeńska: Junczyk, liczba mnoga: Junczykowie) – polskie nazwisko.

## Etymologia nazwiska
Nazwisko pochodzi od staropolskiego przymiotnika juny oznaczającego młody, z przyrostkiem -czyk pełniącym funkcję patronimiczną.
Równolegle jest nazwiskiem o genezie odherbowej - od herbu o tej samej nazwie, którego to etymologia wywodzi się od legendarnego żołnierza o imieniu Junczyk.

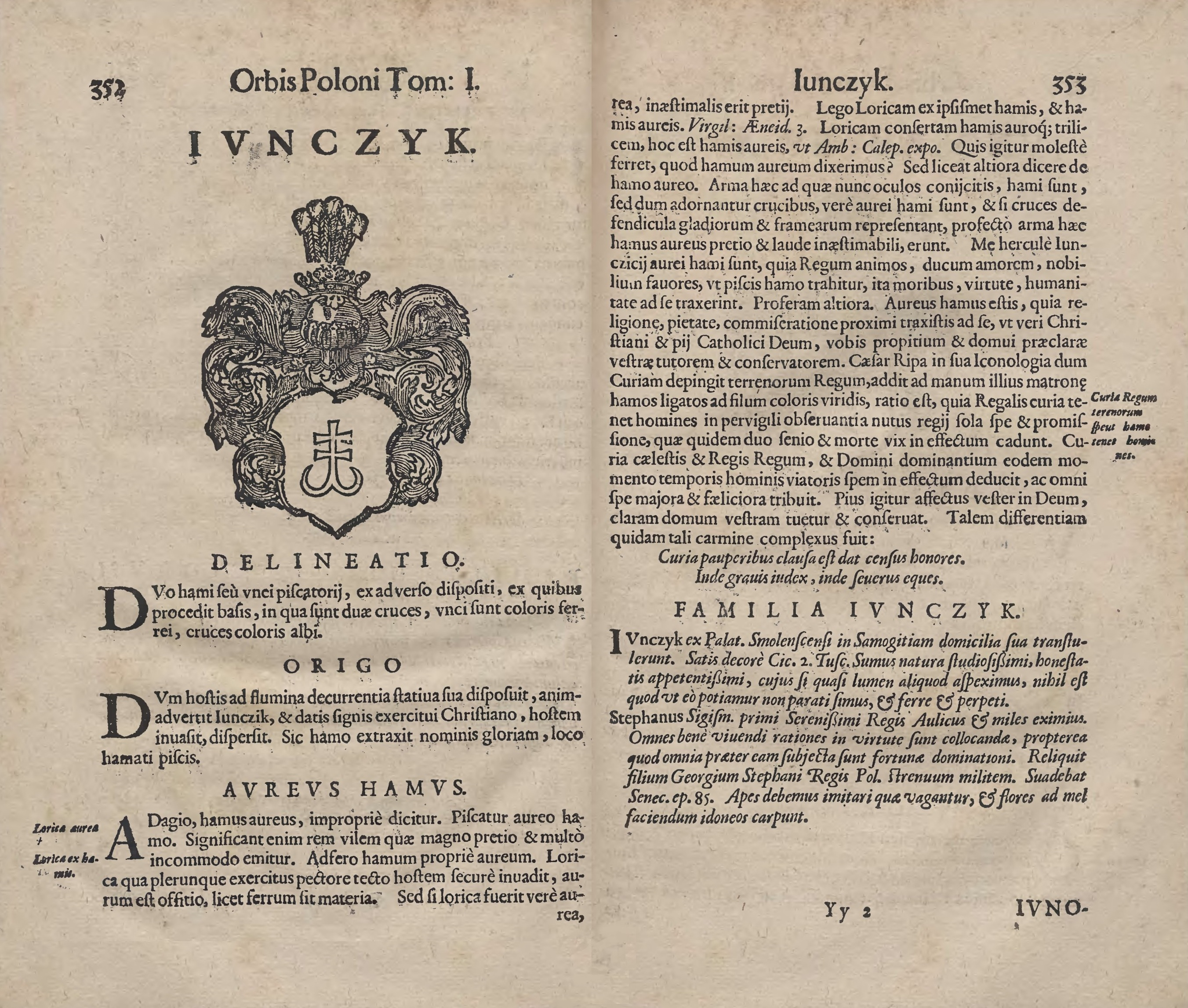
Wzmianka o legendarnym żołnierzu Junczyku w herbarzu Szymona Okolskiego „Orbis Polonus 1641”

Funkcjonuje równolegle z nazwiskiem Juńczyk, które jest wersją posiadającą znak diakrytyczny ń.

## Znane osoby o nazwisku Junczyk
- Anna Junczyk-Paczuska (ur. 1980) – polska łuczniczka
- Ewa Junczyk-Ziomecka (ur. 1949) – polska dyplomatka
- Leanid Junczyk (ur. 1956) – białoruski polityk